# Мангано, Витторио
Витторио Мангано (итал. Vittorio Mangano; 18 августа 1940, Палермо, Сицилия — 23 июля 2000, Палермо, Сицилия) — сицилийский мафиозо, серийный убийца Коза ностры по прозвищу "аркорский конюх", полученному им во время деятельности на вилле Сильвио Берлускони.

## Биография
Член мафиозного клана Порта Нуова в Палермо и друг Гаэтано Чина (Gaetano Cinà), чья жена находилась в родстве с боссом мафии Стефано Бонтате. К 1967 году полиция уже считала Мангано опасным, поскольку он подозревался в совершении ряда преступлений, от торговли краденым до попытки вымогательства; в 1972 году был задержан в машине с другим мафиозо, при котором были найдены наркотики. 7 июля 1974 года секретарь миланского издателя Сильвио Берлускони Марчелло Делль’Утри нанял Мангано, с которым был знаком с 1965 года, для работы на вилле Берлускони  Сан-Мартино в Аркоре в качестве управляющего и конюха, но в действительности он исполнял обязанности главы службы безопасности на вилле и телохранителя, в том числе сопровождал детей Берлускони в школу и обратно. Сотрудничающий со следствием «пентито» Франческо Ди Карло дал показания, что договорённость об этом трудоустройстве была достигнута в Милане на встрече Берлускони с боссами мафии — Бонтате и Терези, в присутствии самого Ди Карло. Мангано оставался на вилле до 1976 года, когда, возможно, был заподозрен в причастности к похищению в 1974 году друга Берлускони Луиджи Д’Анджерио. В течение этого времени Мангано несколько раз подвергался арестам за незаконные действия, но возвращался на виллу к своим прежним обязанностям. Витторио Мангано, получивший из-за своей должности на вилле Сан-Мартино прозвище «Lo stalliere di Arcore», то есть «Аркорский конюх», и после увольнения не терял связи с Делль’Утри. В феврале 1980 года полиция Милана записала телефонный разговор приехавшего из Палермо Мангано с Делль’Утри, в котором в числе прочего упоминалась покупка «лошадки» (на криминальном жаргоне — партия наркотиков). С этой записи было начато полицейское уголовное дело против Делль’Утри, которое привело к судебному процессу по обвинению в наличии связей с мафией.
В 1980-е годы Мангано был осуждён на десять лет тюремного заключения за торговлю наркотиками, но на Максипроцессе в Палермо избежал обвинительного приговора. В 1995 году вновь арестован, в 1999 году осуждён на 15 лет заключения за наркоторговлю и еще на 15 лет — за вымогательство.
19 июля 2000 года суд ассизы Палермо (Corte d'assise) признал Витторио Мангано виновным в убийстве в январе 1995 года престарелого босса мафии палермитанского квартала Борго Векьо Джовамбаттисты Романо (Giovambattista Romano). Тот был убит методом, известным как lupara bianca — то есть, его заманили в ловушку и задушили, а тело уничтожили кислотой (лупара — вид сицилийского обреза). Мангано был приговорён к пожизненному заключению. Будучи больным раком печени, он обратился к властям с просьбой о доступе к лечению вне тюремной больницы, был освобождён из тюрьмы, где отбывал ранее назначенный срок заключения, и умер через четыре дня после приговора, 23 июля 2000 года.